# Marga Trede de Fitting
Marga Trede de Fitting fue una tenista alemana que se radicó en Argentina en la década de 1930 y estuvo entre las mejores diez de este último país en 1946 y 1947.Su mejor posición fue tercera en 1947.
Fue campeona en individuales de la edición 1937 del Campeonato del Río de la Plata, en la que derrotó en la final a Denise Rutherford de Zappa por 3-6, 6-2 y 6-2.
En la modalidad de dobles femenino del mismo torneo, fue finalista en cinco ediciones y ganó dos de ellas:
- En 1939, junto a Denise Rutherford de Zappa perdieron la final contra la dupla conformada por Felisa Piédrola y Juana Ida Stocker por 6-3 y 6-3.[3]
- En 1946, junto a María Terán de Weiss perdieron la final contra Felisa Piédrola y Denise Rutherford de Zappa por 10-8, 2-6 y 8-6.[3]
- En 1947, junto a María Terán de Weiss ganaron la final ante la dupla conformada por Beatriz R. de Ferrari e Inés Maggiorini por 6-2 y 7-5.[3]
- En 1948, junto a María Terán de Weiss perdieron la final contra Felisa Piédrola y Sonia Topalián por 6-2 y 6-1.[3]
- En 1949, junto a María Terán de Weiss ganaron la final ante la dupla conformada por Felisa Piédrola de Zappa y la estadounidense Gertrude de Easton por 6-2 y 8-6.[3]

En cuanto a los dobles mixtos del mismo torneo, fue finalista en dos oportunidades, de las que ganó una:
- En 1939, junto a Lucilo del Castillo perdieron la final contra la dupla conformada por Denise Rutherford de Zappa y Adriano Zappa por 6-2 y 6-1.[3]
- En 1940, junto a Adriano Zappa ganarón la final contra la dupla conformada por María Terán y Alcides Procopio por 6-2 y 8-6.[3]